# Лапа

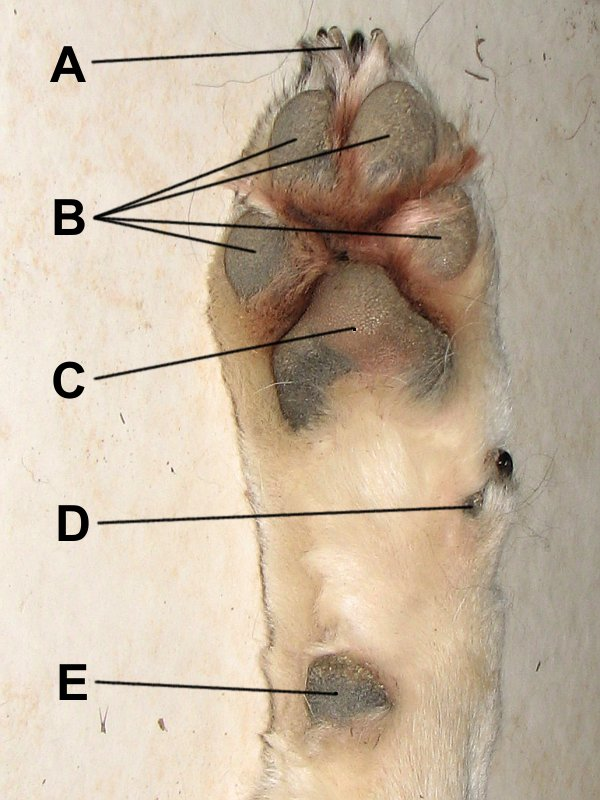
Права передня лапа пса. A) кігті, B) пальцеві мозолі, C) п'ясткова мозоля, D) культя палюха («росяний кіготь»), E) п'яткова мозоля.

Лапа — кінцівка наземного хребетного (Tetrapoda), переважно у розумінні наземних ссавців (тобто не крила, не плавці чи ласти). Звичайно розуміється тільки дистальна (крайова) частина кінцівки.
На нижньому боці лапи розташовані мозолі (англ. pads), або підошвові подушечки, у тому числі підпальцева, п'ясткова, а у деяких тварин з окремими редукованими пальцями також бічні мозолі, зокрема характерна для собак культя першого пальця, озброєна рудиментарним кігтем.

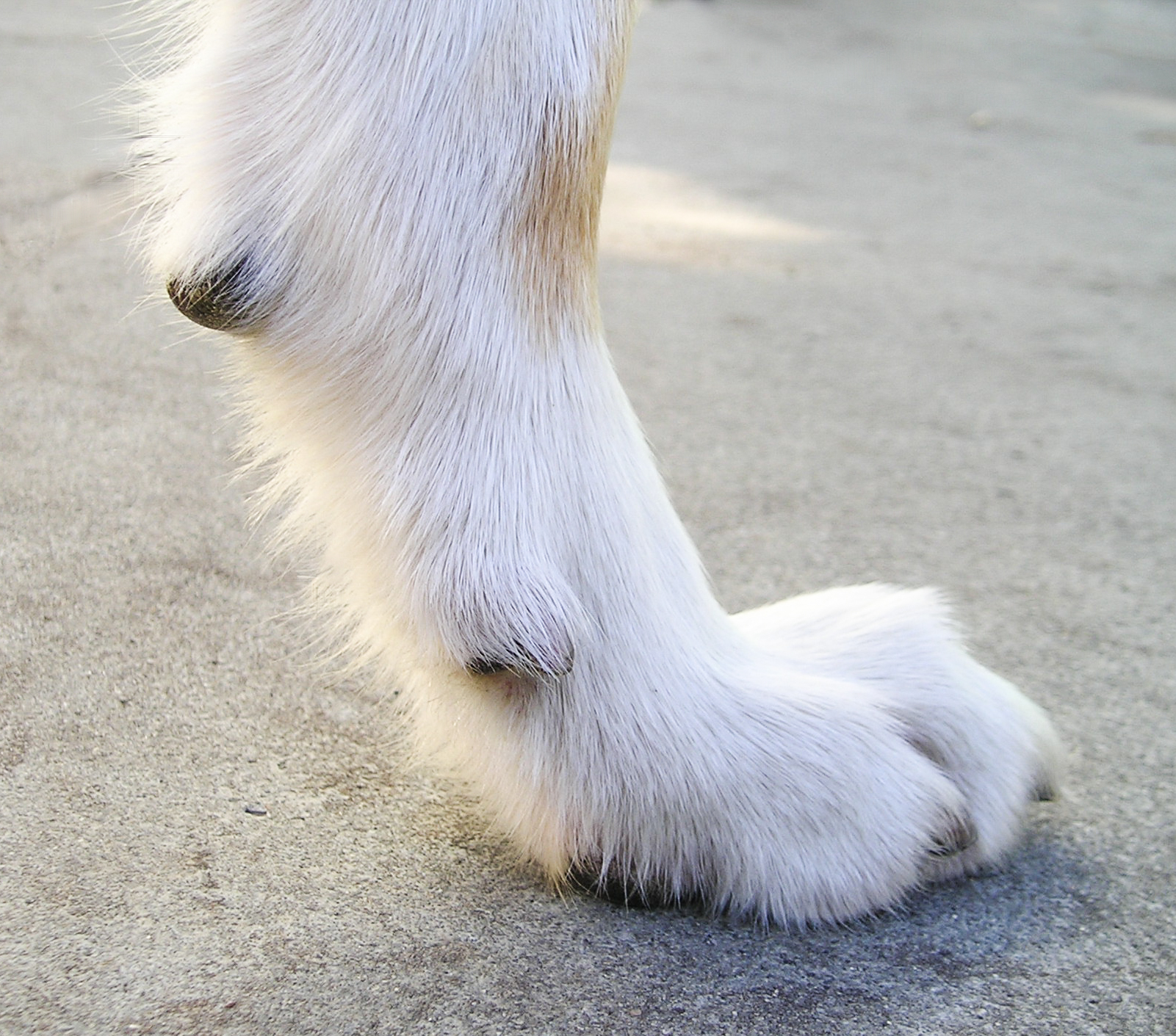
псова лапа
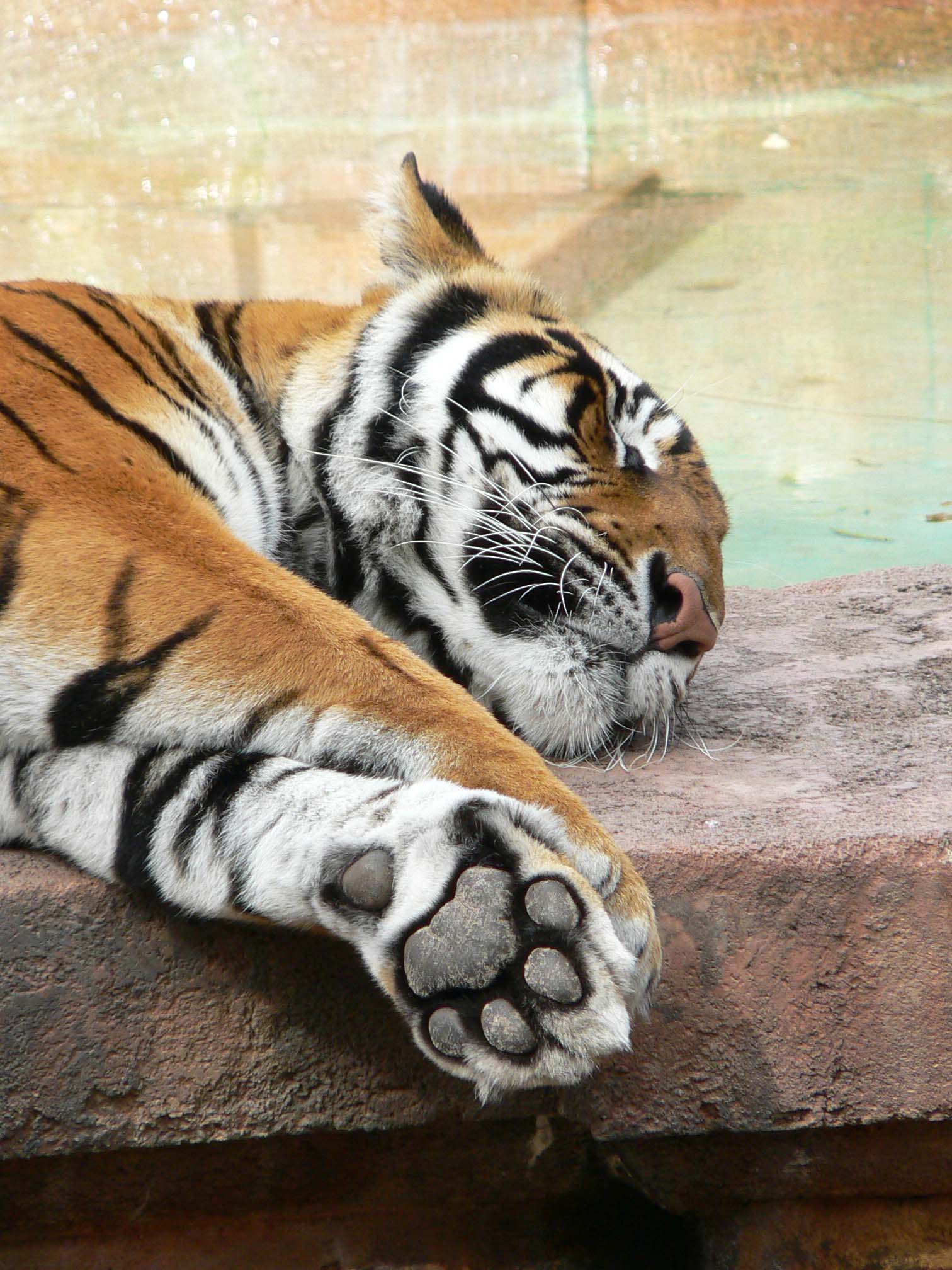
тигрова лапа
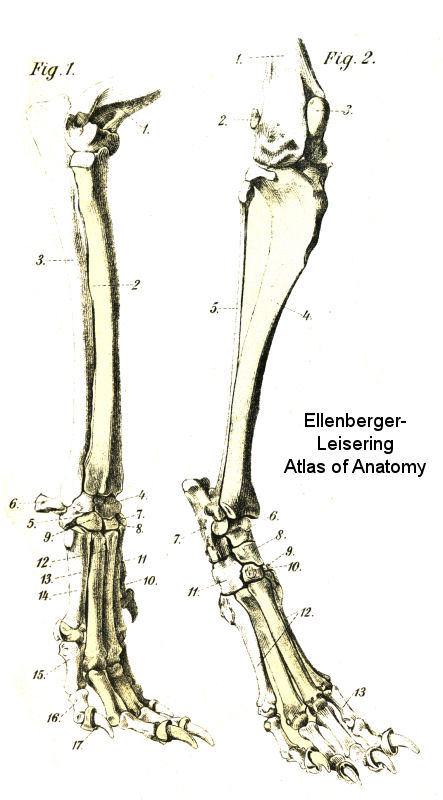
скелет псової лапи
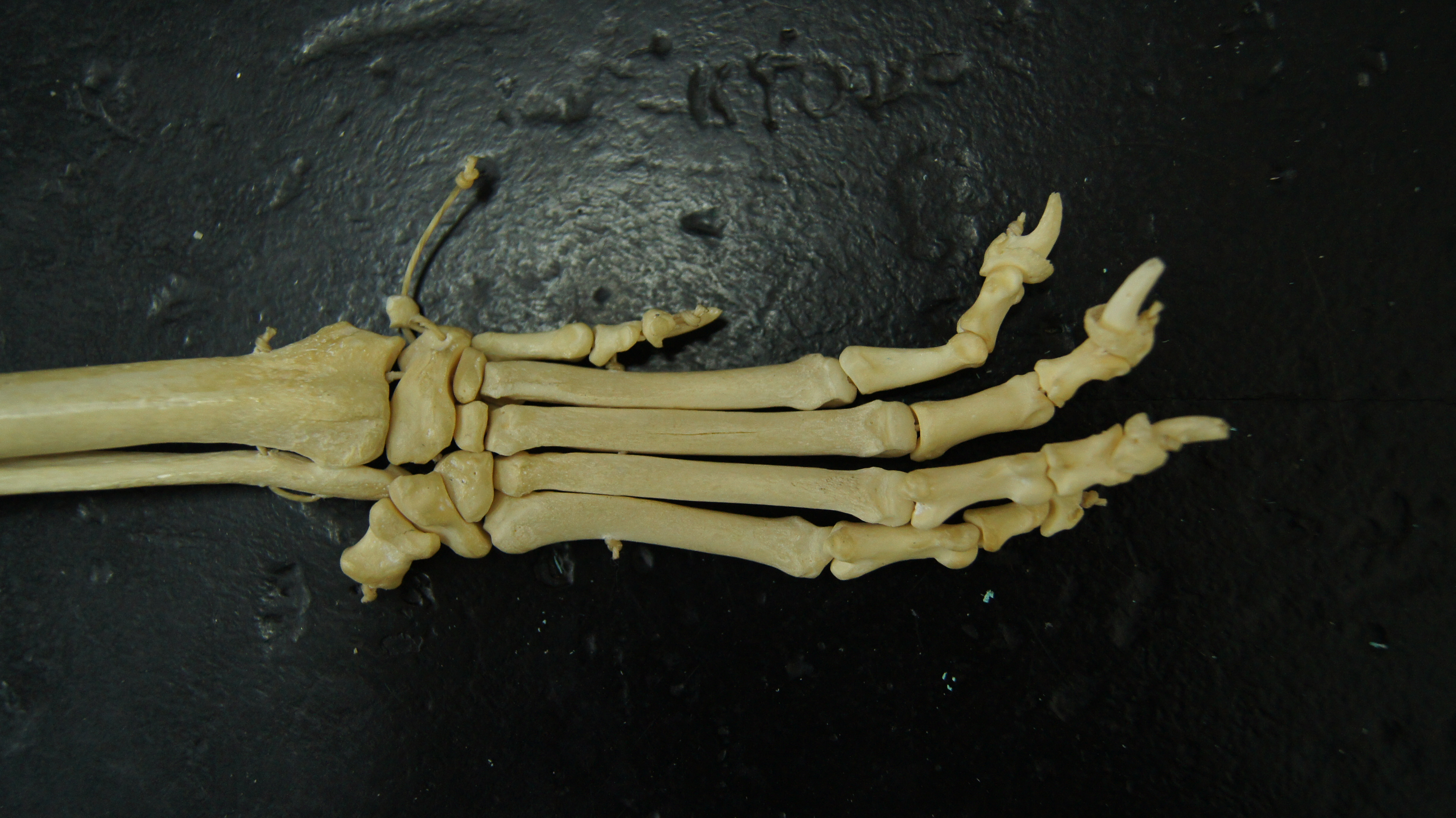
скелет псової лапи

| Тигр | Це незавершена стаття із зоології. Ви можете допомогти проєкту, виправивши або дописавши її. |